# Frederick A. MacDougal
Frederick A. MacDougal († 16. November 1878 in Los Angeles, Kalifornien) war ein US-amerikanischer Politiker. Zwischen 1876 und 1878 war er Bürgermeister der Stadt Los Angeles.

## Werdegang
Die Quellenlage über Frederick MacDougal ist relativ schlecht. Sicher ist, dass er zumindest zeitweise in Los Angeles lebte. Er war hauptberuflich Arzt und muss demzufolge in seiner Jugend Medizin studiert haben. Politisch gehörte er der Demokratischen Partei an. Außerdem soll er zwischenzeitlich Polizeichef von Los Angeles gewesen sein. Andere Angaben besagen, er habe den ersten Polizeichef der Stadt ernannt. Welche Version nun stimmt, muss offenbleiben. Allerdings hat es bereits vor 1876 eine Polizeiverwaltung in der Stadt gegeben.
Im Jahr 1876 wurde MacDougal zum Bürgermeister von Los Angeles gewählt. Dieses Amt bekleidete er zwischen dem 8. Dezember 1876 und seinem Tod am 16. November 1878. Während seiner Amtszeit wurden die Anwaltskammer von Los Angeles gegründet und der erste Kindergarten eröffnet. Erwähnenswert ist auch die große Trockenheit jener Zeit, die nicht nur Los Angeles, sondern dem gesamten Süden Kaliforniens große Probleme bereitete. Darunter litten die Wasserversorgung der Städte und die Viehzüchter bzw. deren Vieh. Nach MacDougals Tod blieb der Posten des Bürgermeisters für fünf Tage unbesetzt, ehe dann Bernard Cohn zwischen dem 21. November und dem 5. Dezember 1878 MacDougals Amtszeit in kommissarischer Form beendete.